# Дахі вада
Дахі вада - це тип чаат (закуски), який походить із штату Карнатака, Індія, з Індійського субконтиненту та популярний у всій Південній Азії.  Його готують замочуючи вади (смажені кульки з сочевиці) у густому дахі (йогурт).  

## Назва
Дахі вада також відома як «дахі ваде» (दही वडे) на маратхі, дахі бара/дахі барей (دہی بڑا/دہی بڑے) на урду, дахі вада (दही वड़ा) на хінді, дахі бхалла панджабською, thayir vadai тамільською,  thairu vada малаяламською, perugu vada телугу, mosaru vade каннадською, dahi bara (ଦହି ବରା) орійською  та doi bora (দই বড়া) бенгальською.

## Історія

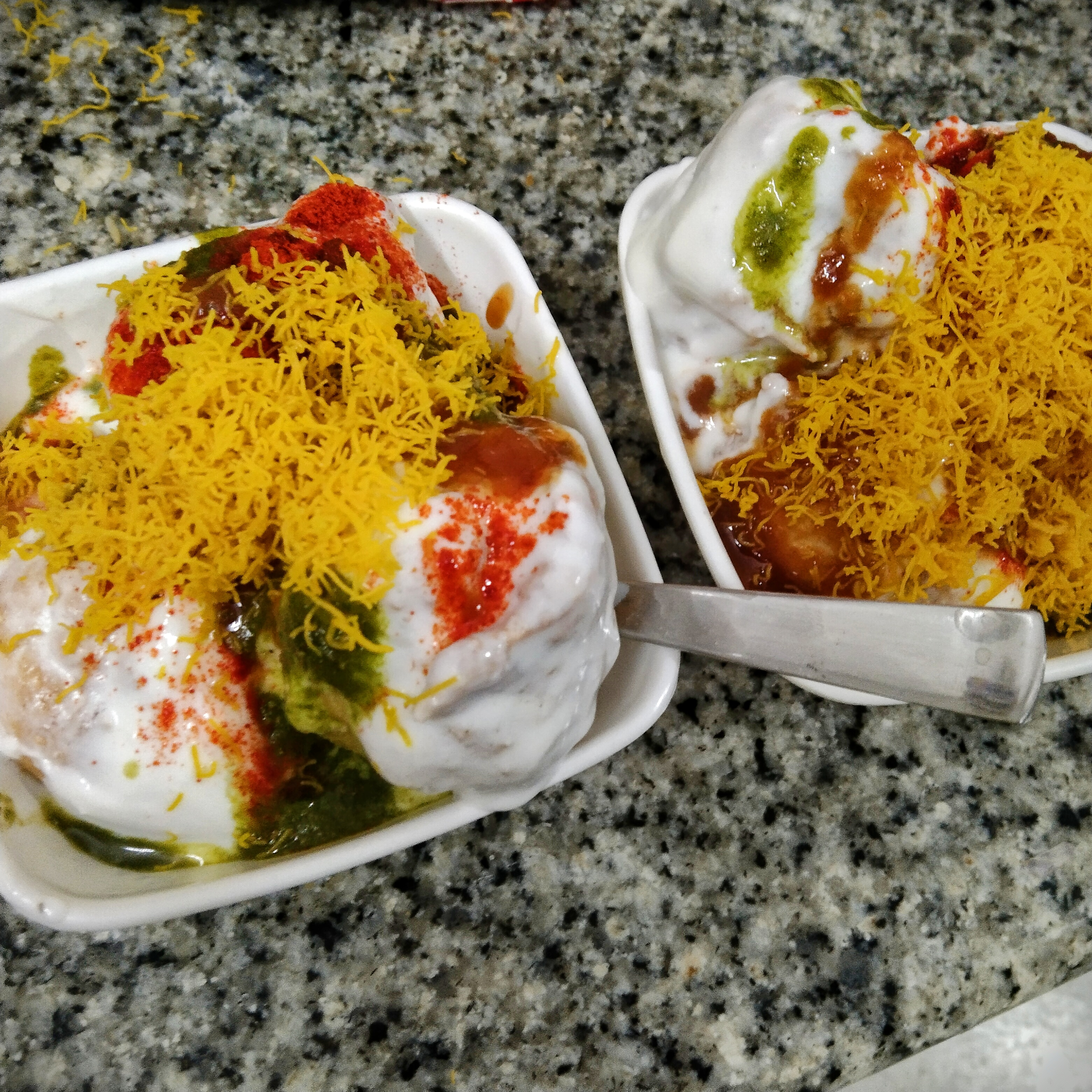
Дахі вада чаат.

Рецепт дахі вада (як кшіравата) згадується в Манасолласі, санскритській енциклопедії 12 століття, складеній Сомешварою III, який правив сучасною Карнатакою.   Описи дахі вада також з'являються в літературі з 500 року до нашої ери.  Сьогодні дахі вада готується на таких святах, як Холі.  

## Приготування
Промиту сочевицю урад замочують на ніч і перемелюють у тісто для вади, потім готують у гарячій олії.  Гарячі смажені вади спочатку кладуть у воду, а потім перекладають у густий збитий йогурт. Вади пропитується перед подачею.  Добавкою до кляру може бути золотистий родзинки. Вади можна посипати листям коріандру або м’яти, порошком чилі, меленим чорним перцем, чаат масалою, кмином, тертим кокосом, зеленим перцем чилі, бунді, тонко нарізаним свіжим імбиром або гранатом. У деяких місцях Індії, особливо в Махараштрі та Гуджараті, вважають за краще солодший сир, хоча гарнір залишається тим самим. Як гарнір часто використовують чатні з поєднання коріандру та тамаринду.  Кляр можна приготувати і з нутового борошна.  

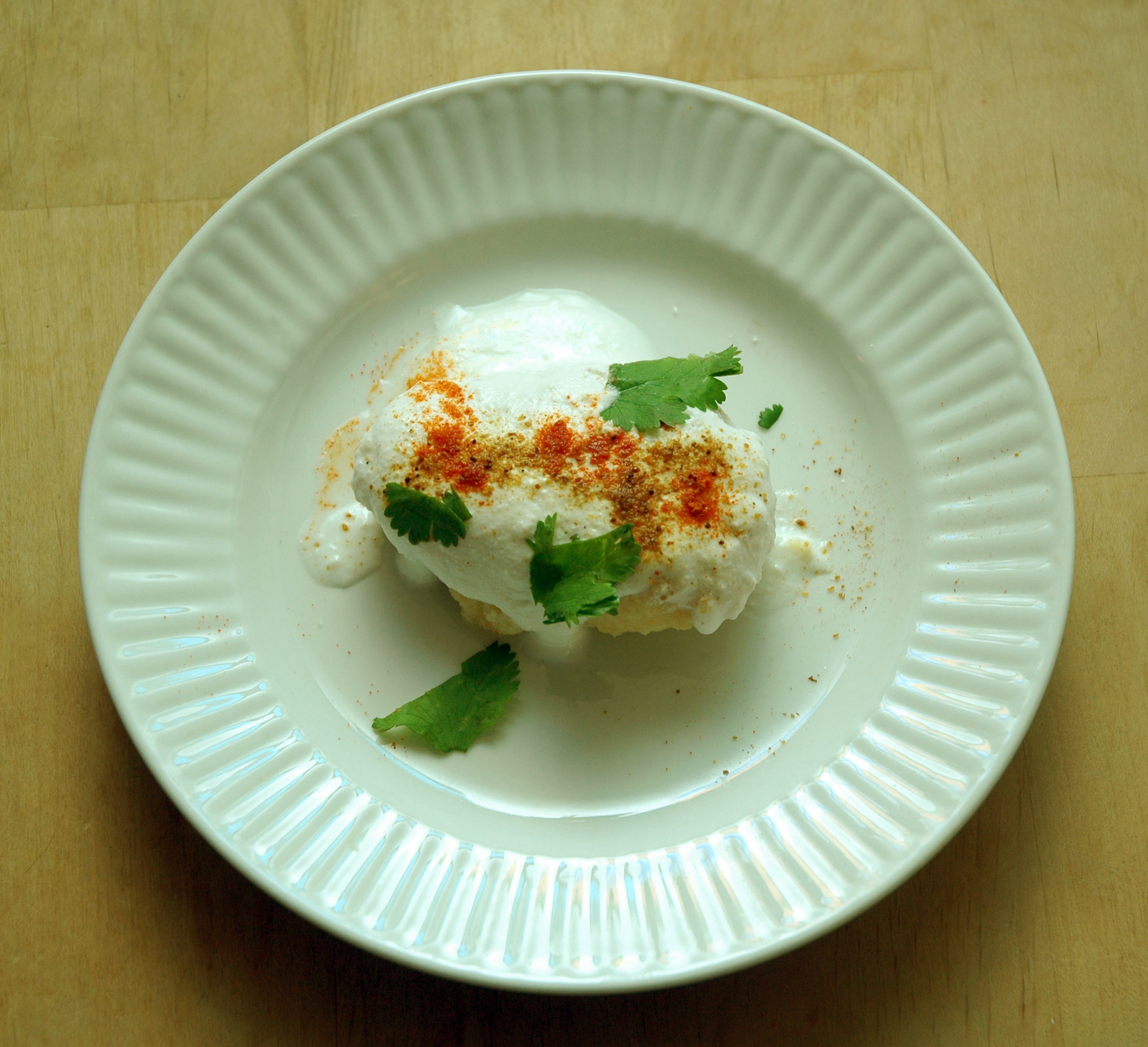
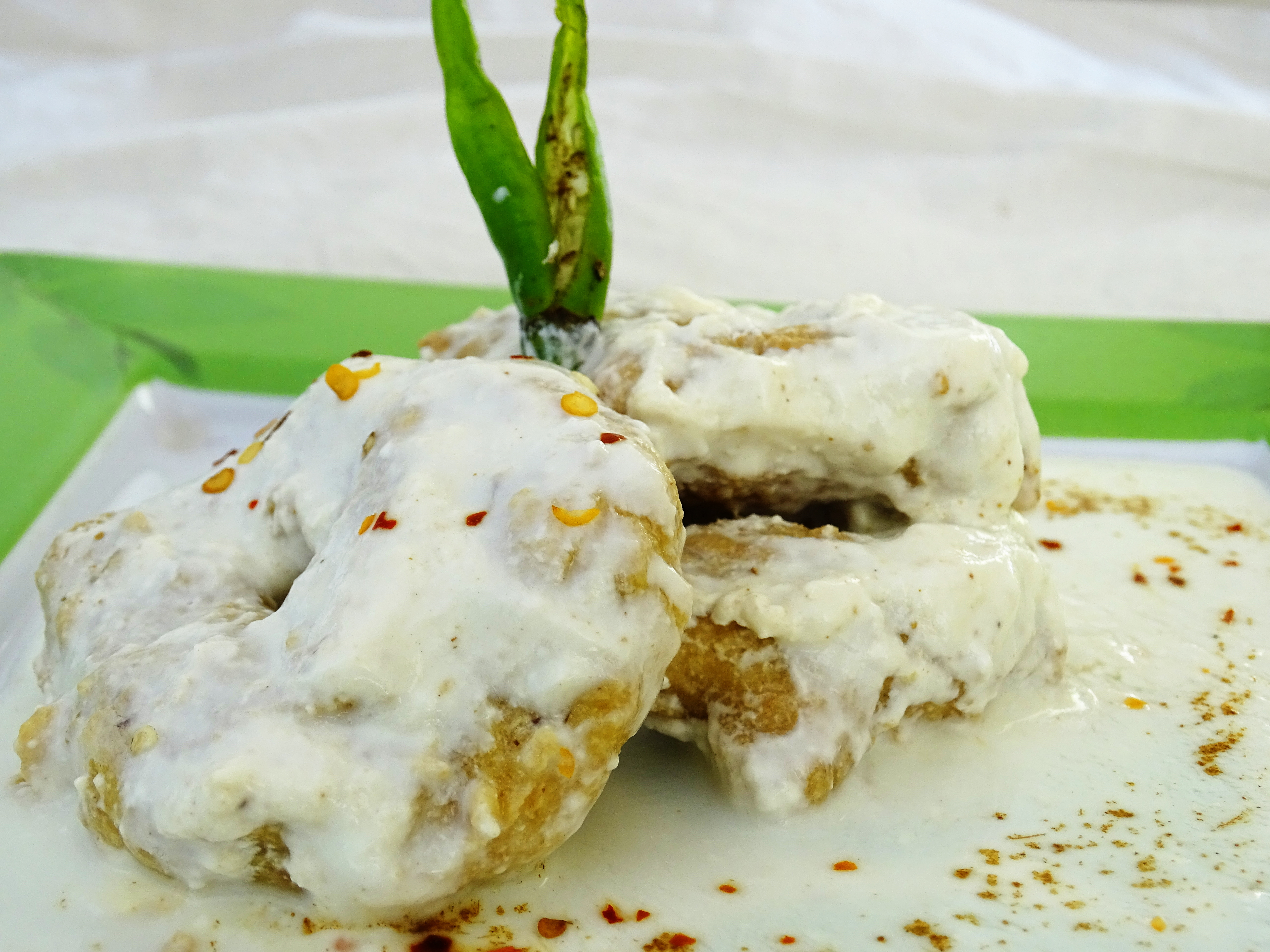
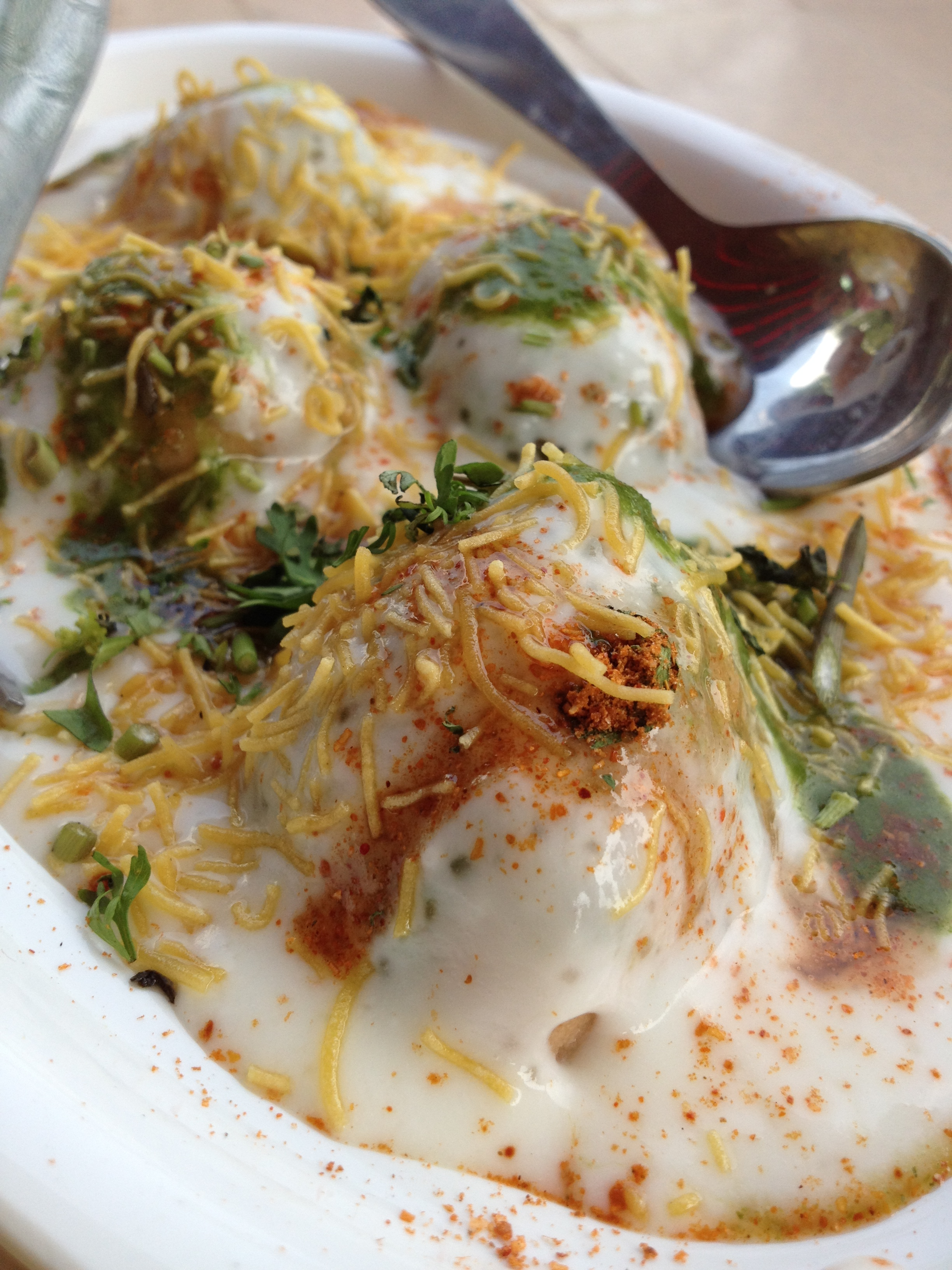
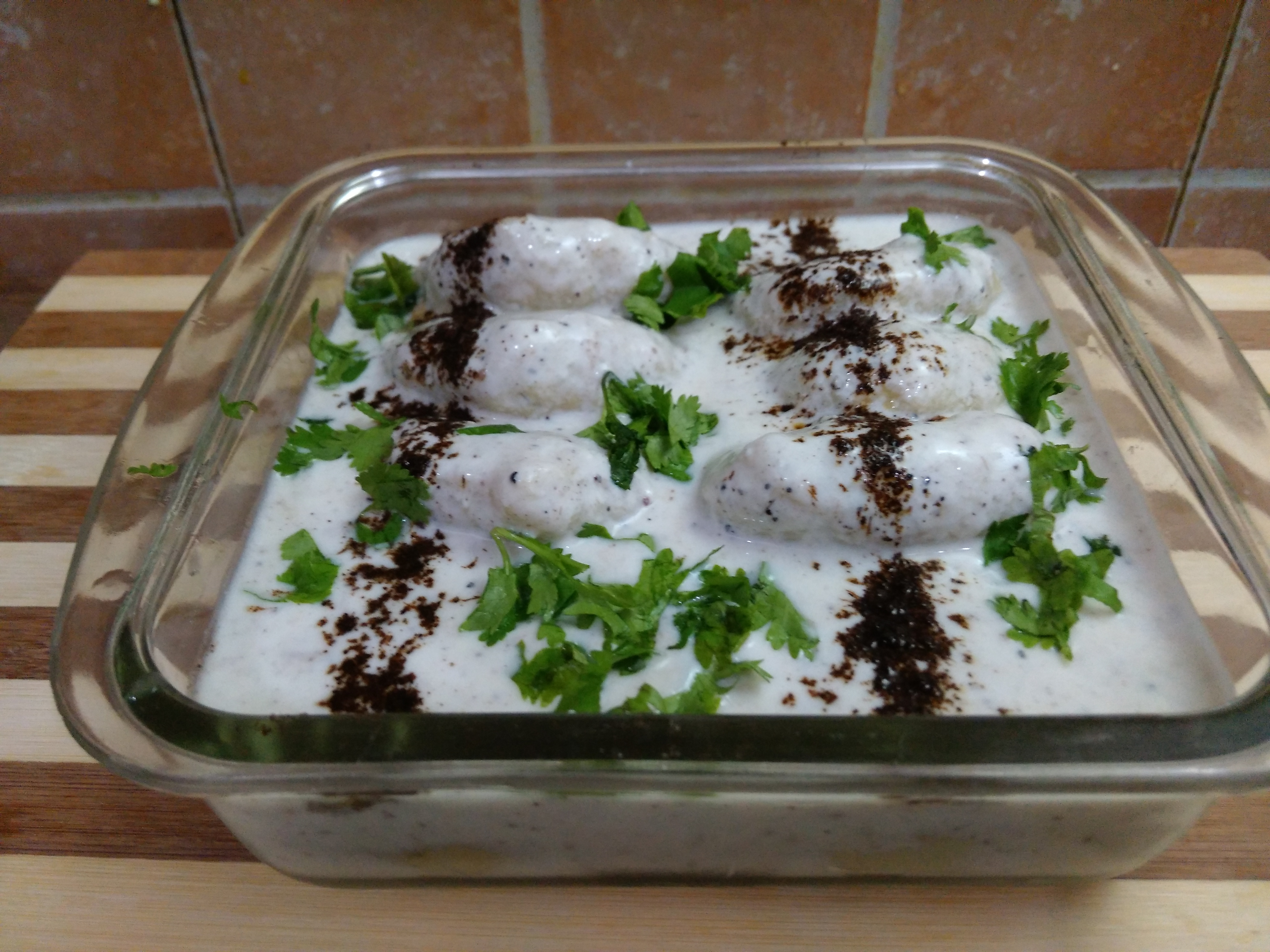
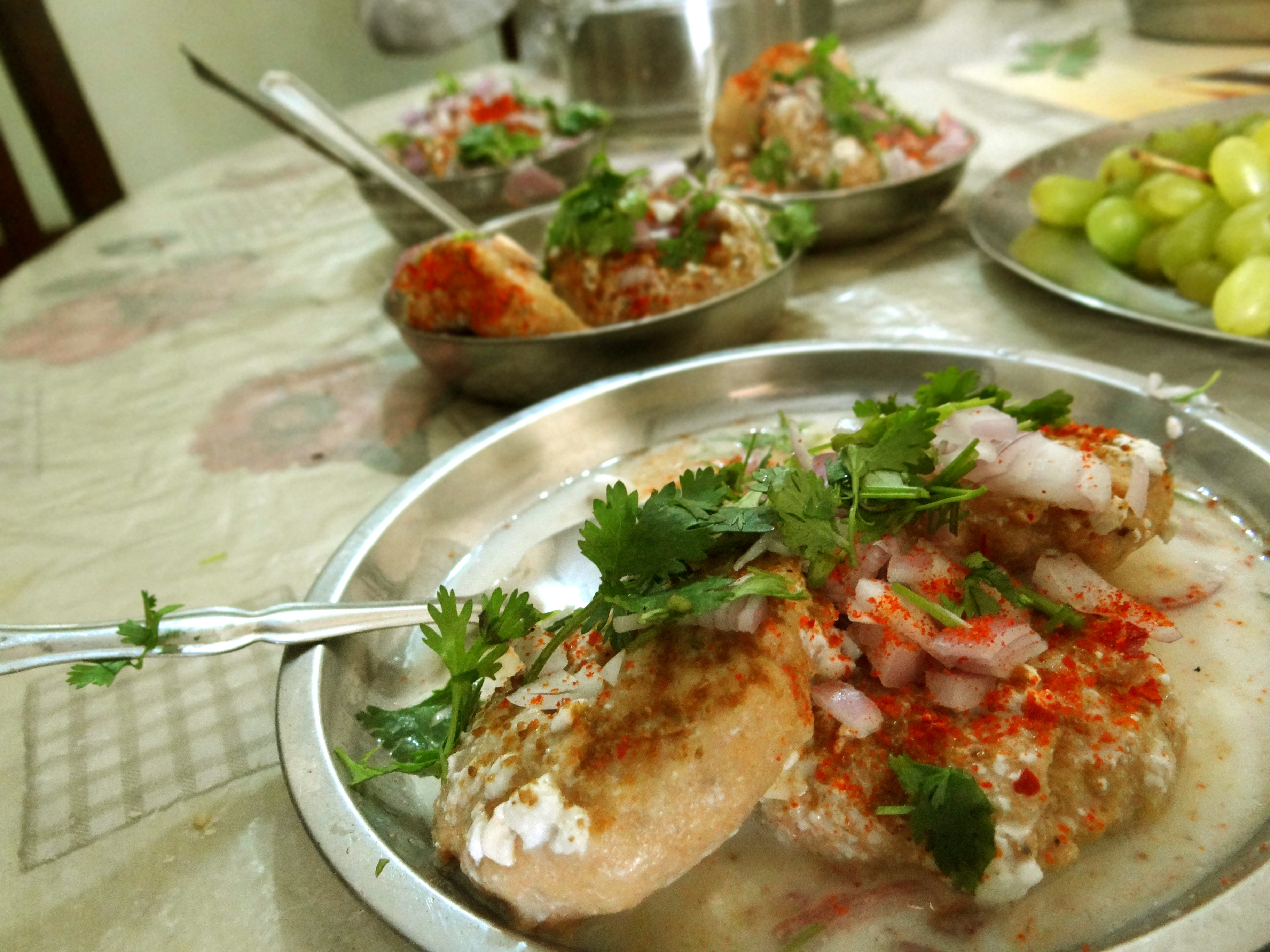
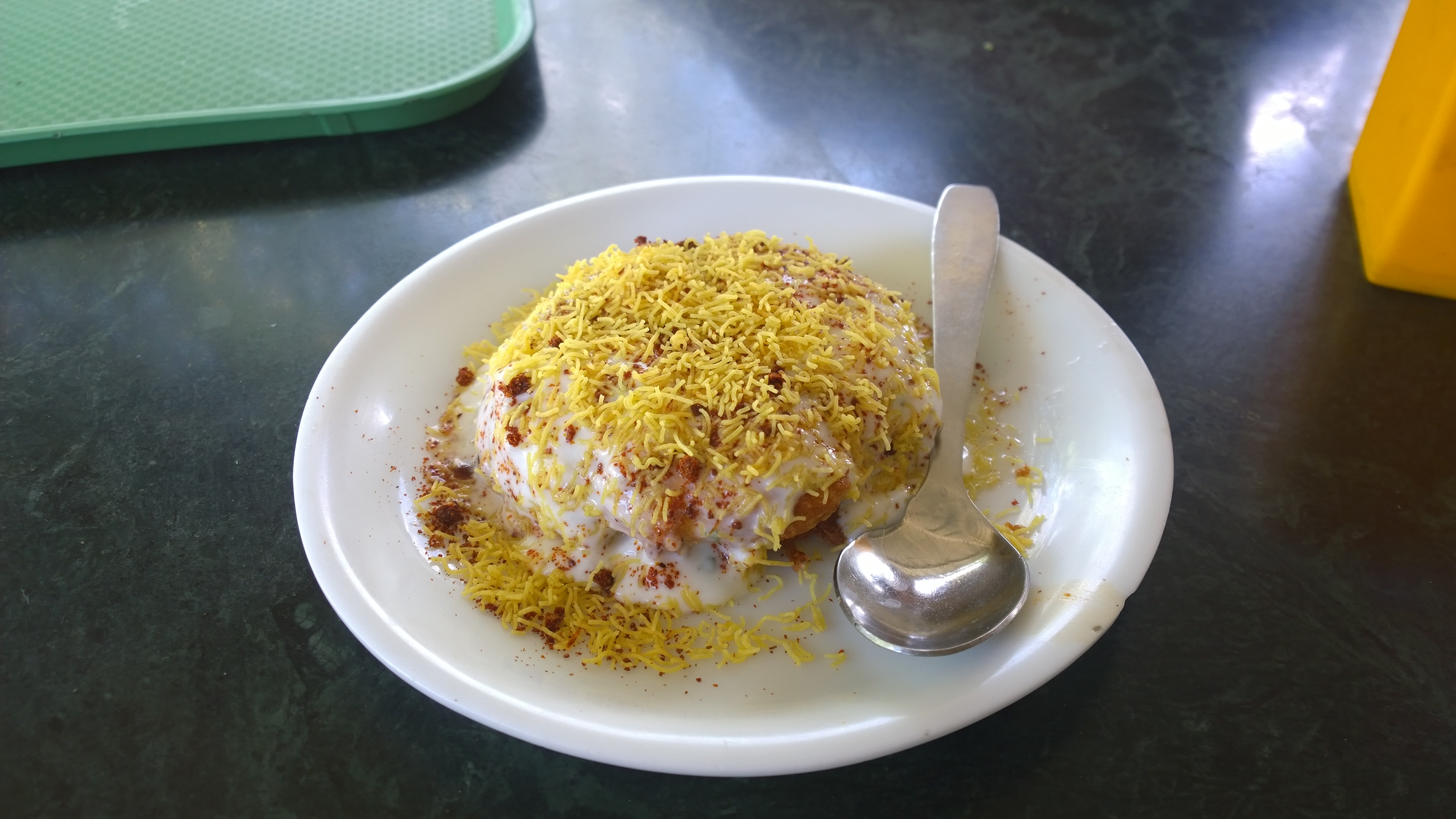

## Розташування
Популярний вуличний чаат, що зустрічається в різних містах Індії, включаючи Ченнаї, Бангалор, Делі, Мумбаї, Джайпур, Калькутту, Каттак та Індаур. Дахі вади також зустрічаються в Пакистані, особливо в регіонах Пенджабу та у великих містах.    